# Allenamento contro resistenza
l'allenamento contro resistenza o allenamento di forza (dall'inglese resistance training o strength training), rappresenta quella grande categoria di allenamenti fisici anaerobici in cui i muscoli esercitano la propria attività contro un carico esterno. Poiché sono spesso utilizzati pesi, la pratica è anche detta weight training («allenamento con i pesi»), o in generale allenamento con sovraccarichi.
Sebbene la traduzione italiana del termine resistance training possa far pensare all'esercizio aerobico o cardiovascolare in cui la finalità è quella di sviluppare la capacità di resistere a uno sforzo fisico prolungato, in realtà il significato anglofono internazionale di resistance sta ad indicare un esercizio che utilizza una resistenza esterna intesa come sovraccarico. Per quanto riguarda gli allenamenti mirati allo sviluppo della resistenza fisica alla fatica il termine anglofono è invece endurance training, cioè «resistenza» intesa come «durata». Questo tipo di allenamento può essere anche denominato strength training («allenamento di forza»), perché consente di sviluppare in generale la forza muscolare, tuttavia esistono diverse modalità che possono sviluppare diversi tipi di forza, principalmente la forza massimale, la forza resistente (resistenza muscolare), o la forza rapida (potenza muscolare). Più comunemente per allenamento di forza viene intesa nello specifico la modalità che sviluppa la forza massimale.
Il resistance training viene anche denominato come weight training («allenamento con i pesi»), ma è bene riconoscere che i pesi (bilanciere, manubri, zavorre, kettlebell) rappresentano solo alcuni dei comuni attrezzi che possono essere utilizzati in questo tipo di allenamento, quindi sarebbe più corretto parlare generalmente di sovraccarichi, poiché vengono inclusi in questo contesto anche le macchine isotoniche (macchine con sovraccarichi), i cavi alla poliercolina, le bande elastiche, senza escludere gli esercizi a corpo libero o callistenici, in cui spesso non viene utilizzato alcun sovraccarico esterno sfruttando il peso corporeo. Questo tipo di allenamento viene denominato anche weightlifting («sollevamento pesi»), termine che però va nettamente contraddistinto dalla specialità della pesistica e dal sollevamento pesi olimpico.
Il resistance training ingloba in sé tutta una serie di attività fisiche con sovraccarichi, tra cui spiccano il powerlifting, il sollevamento pesi, il bodybuilding (culturismo), parte del fitness, ma anche nella preparazione atletica, e nelle attività volte al ricondizionamento fisico, alla riabilitazione e alla riatletizzazione e molto altro.

## Caratteristiche
Essendo un termine abbastanza generico, il Resistance training permette di sviluppare diverse qualità, ma più comunemente viene utilizzato per aumentare la forza muscolare e l'ipertrofia muscolare. Essendo adottato dai pesisti e powerlifter, il Resistance training ad alti carichi consente di sviluppare la forza massimale e la potenza muscolare, ma è anche il metodo per guadagnare ipertrofia e endurance muscolare locale (o forza resistente). Di conseguenza esso può essere impostato in diverse modalità al fine di esaltare maggiormente una qualità sulle altre. Ciò che determina le differenze di impostazione di un resistance training sono i diversi parametri come l'intensità (il carico), la durata della serie (Time Under Tension, TUT), la velocità di movimento (speed of movement), il numero di ripetizioni, il numero di serie (volume), e i tempi di recupero.

### Tipi diresistance training
In generale esistono tre tipi di resistance training, che vengono distinti soprattutto in base all'intensità del carico (o percentuale di carico). Ai giorni nostri, grazie al contributo delle numerose ricerche scientifiche, e prove ed errori da parte degli atleti, è stato più precisamente stabilito che per ogni range di intensità corrisponde un relativo risultato sugli adattamenti muscolari.
- Allenamento per la forza massimale (alta intensità: 85-100% 1RM), si riferisce ad un allenamento dove viene ricercato prevalentemente lo sviluppo della forza e potenza, viene eseguito in generale con esercizi multiarticolari con bilancieri o in generale con esercizi a catena cinetica chiusa, e con movimenti rapidi ed esplosivi[8]. Questo metodo di allenamento prevede carichi che partono dall'80-85% al 100% del carico massimale (1 RM), all'incirca da 1 a 6 ripetizioni massime[9][10][11]. L'alta intensità nel resistance training è utilizzato dai powerlifter, sollevamento pesi, e bodybuilder.
- Allenamento per l'ipertrofia (media intensità: 65-80% 1RM), si riferisce ad un allenamento dove viene ricercato in prevalenza lo sviluppo del volume muscolare. Questo metodo prevede una maggiore variabilità, e può essere eseguito con bilancieri, manubri, macchinari e cavi, con movimenti rapidi ed esplosivi o lenti e controllati, diversi carichi di lavoro, diversi tempi di recupero, e TUT maggiormente ampi. Le intensità tipiche adottate in questo metodo di allenamento spaziano dal 65-70 all'80% di 1 RM circa, cioè circa dalle 8 alle 15 ripetizioni massime[11][12]. Questo range di intensità nel resistance training è in genere utilizzato soprattutto dai bodybuilder e dagli entusiasti del fitness.
- Allenamento di endurance muscolare locale (bassa intensità: <65% 1RM), da non confondere con il vero e proprio allenamento aerobico di endurance durante il quale il sistema energetico prevalente è appunto quello aerobico, viene anch'esso rivolto ad un tipo di resistance training dove la principale finalità è quella di sviluppare la resistenza alla fatica, e dove la forza può essere mantenuta oltre un certo Time Under Tension, una qualità denominata anche come forza resistente. Anche questo metodo di allenamento prevede una grande variabilità di attrezzi e tipi di movimenti, ma si distingue per basse intensità, 65% di 1RM o inferiori, cioè da 15 o più ripetizioni massime[13], pause molto brevi, e TUT molto lunghi. Questo range di intensità nel resistance training è utilizzato dai bodybuilder, dagli entusiasti del fitness, ma anche dalle donne, o dai soggetti decondizionati o anziani.

#### Sintesi
- Forza massimale: 1-6 ripetizioni massime[6] (85-100% 1RM[14]);
- Ipertrofia muscolare: 7-12 ripetizioni massime[6] (67-83% 1RM[14]);
- Resistenza muscolare: 12-25 ripetizioni massime[6] (55-67% 1RM[14]).

### Allenamento per la forza massima
Un comune obiettivo del resistance training è lo sviluppo della forza massimale. Maggiore è il sovraccarico muscolare maggiori saranno gli adattamenti. Nel resistance training per sviluppare la forza massimale, i carichi utilizzati corrispondono all'alta intensità, e dovrebbero essere uguali o maggiori all'85% del One-repetition maximum (1-RM), che corrispondono a circa 1-6 ripetizioni massime (RM), valutati cioè al cedimento muscolare. La velocità di movimento (Speed of movement) generalmente suggerita per gli allenamenti di forza prevede più frequentemente ripetizioni rapide ed esplosive. I tempi di recupero adatti allo sviluppo della forza massima sono lunghi, tra i 3 e 5 minuti. Ogni sessione dovrebbe prevedere un minimo di 3-6 serie, con tempi di recupero dai 3 minuti o più. Con l'allenamento, la forza massima aumenta imponendo un graduale incremento dei carichi. I carichi minimi che possono consentire un guadagno di forza massima si aggirano al 60% 1-RM, correlati a circa 20 ripetizioni massime (RM). Effettivamente è stato stabilito che per i soggetti non allenati, i guadagni ottimali della forza possano essere ottenuti anche con un carico approssimativo relativo al 60% di 1-RM. Questo perché nei soggetti non allenati l'aumento della forza è più rapido ed è dovuto a fattori quasi esclusivamente legati al sistema nervoso. Ciò nonostante, il range di intensità all'interno del quale vengono ottenuti i maggiori guadagni di forza massima da parte degli atleti allenati viene riconosciuto tra l'80 e l'85% 1-RM (circa 6-8 RM). Sebbene sia indicato per migliorare soprattutto l'aspetto della forza massimale, questo metodo ad alta intensità viene giudicato comunque molto efficace anche per produrre ipertrofia muscolare. Alcuni studi riconoscono infatti che la massima crescita muscolare avviene con carichi tra l'80 e il 95% di 1-RM (circa 2-8 RM). Tra le diverse variabili, l'intensità o il carico (% 1-RM) sembra essere la più determinante per il guadagno della forza. L'allenamento per la forza è parte integrante di un programma di allenamento per atleti che intendono sviluppare una maggiore forza massimale, e quindi aumentare la loro capacità di sollevamento, o in altri termini, di aumentare il loro One-repetition maximum (1-RM). Tuttavia i miglioramenti della forza massima non possono essere tramutati in miglioramenti di altri tipi di forza specifica, quindi questi allenamenti si limitano a sviluppare la sola capacità massimale. Una volta ottenuti dei miglioramenti della forza massima, questi possono essere convertiti per migliorare altri tipi di forza come la forza esplosiva o la forza resistente.
Linee guida per la forza massima:
- Intensità (% 1-RM): tra l'80-85% e il 100% 1-RM;[2][18][21]
- Ripetizioni massime (RM): da 1 a 6-8 RM;[14]
- Tempo di recupero: da 3 a 5 min;[1][17]

### Allenamento per la potenza
L'allenamento per sviluppare la potenza muscolare rappresenta l'abilità del muscolo di produrre maggiore forza nel minor tempo possibile, quindi essa potrebbe essere definita anche come forza veloce o forza esplosiva. Questo tipo di stimolo viene generalmente eseguito per migliorare la velocità con cui un muscolo può generare forza. In fisica, il termine potenza identifica l'ammontare della forza applicata per muovere un oggetto diviso per il tempo speso per muoverlo. Lo stesso si può dire per la potenza muscolare. Poiché la potenza è una combinazione di forza e velocità, questa può rappresentare un'importante variabile per gli atleti che cercano il miglioramento delle prestazioni atletiche. Il vantaggio dell'allenamento di potenza è che stimola il sistema nervoso riducendo i tempi di reclutamento delle unità motorie (specie le fibre rapide o di tipo 2) e aumenta la tolleranza delle unità motorie all'aumento della frequenza di innervamento. L'allenamento di potenza può essere usato per attivare le unità motorie più rapidamente possibile. Ciò avviene come conseguenza dell'adattamento sotto forma di una migliore sincronizzazione delle unità motorie e del loro sistema di innesco e di miglioramento della coordinazione muscolare. Migliora anche la coordinazione tra i muscoli antagonisti. Generalmente parlando, l'allenamento di potenza prevede il sollevamento di carichi sub-massimali in maniera rapida. Possono essere eseguiti per questo scopo vari tipi di esercizi che prevedono movimenti ripetuti di massimo sforzo come esercizi pliometrici con la palla medica, salti pliometrici, alzate olimpiche, e gli esercizi con sovraccarichi tradizionali (squat, panca, stacco). Esistono in generale tre tipi di allenamento di potenza: l'allenamento isotonico con i pesi, l'allenamento balistico e l'allenamento pliometrico. La modalità più comune è quella con i pesi, dove questi vengono sollevati il più rapidamente possibile lungo tutto il range di movimento (ROM). L'utilizzo di pesi liberi tipica del resistance training è un buon metodo per sviluppare la potenza. Tradizionalmente, l'allenamento di potenza viene eseguito con alti carichi, simili a quelli prescritti per sviluppare la forza massimale (85/90% 1-RM). Specie in passato si credeva che alti carichi fossero necessari per produrre un adeguato sovraccarico muscolare. Più recentemente la ricerca ha suggerito che sollevare bassi carichi (30-40% 1-RM) a basso volume (poche serie e poche ripetizioni) più rapidamente possibile, può essere un metodo più efficace per produrre maggiori guadagni di potenza. Questi carichi sono abbastanza leggeri da permettere movimenti rapidi, ma sono abbastanza pesanti da richiedere un'adeguata forza per essere sollevati. Anche se carichi leggeri permettono all'atleta di eseguire il gesto più velocemente - e quindi sviluppare maggiormente la componente rapida della potenza - alti carichi sviluppano la componente della forza all'interno del contesto della potenza. Viene infatti suggerito che la massima forza venga sviluppata con più probabilità con movimenti rapidi, quindi l'allenamento di potenza ad alta intensità può coincidere con l'allenamento di forza massima. Entrambe le strategie di allenamento possono essere efficaci per migliorare la potenza, anche se sembra che carichi inferiori (che permettono una maggiore velocità) possano permettere di ottenere migliori risultati. Solitamente vengono indicate non più di 10 ripetizioni per serie e attorno a 3-6 serie a sessione, utilizzando carichi ad intensità compresa tra il 50 e l'80% 1-RM.
Linee guida per la potenza muscolare:
- Intensità (% 1-RM): tra il 30% e l'80% 1-RM;[2]
- Ripetizioni massime (RM): tra 8 e 50 RM[14] (non a cedimento);
- Tempo di recupero: da 3 a 5 min;[1][17]

### Allenamento per l'ipertrofia
L'allenamento per l'ipertrofia muscolare è una delle finalità più comuni nel resistance training. A differenza di altre modalità, il resistance training per l'ipertrofia è l'unica tipologia di allenamento mirata al miglioramento di una qualità estetica piuttosto che prestazionale. Sebbene venga generalmente delineato come un allenamento che si pone a metà strada tra la forza massima e l'endurance muscolare in termini di carichi, intensità (% 1-RM), tempi di recupero e Time Under Tension, in realtà l'ipertrofia risponde positivamente a molteplici forme di resistance training, incluse quelle per la forza massima, l'endurance muscolare o la potenza. Il tipico resistance training per l'ipertrofia muscolare, viene normalmente impostato con intensità intermedie, cioè tra cira le 8 e le 12 ripetizioni massime (RM), che in termini di intensità sono correlate ad un range tra il 65 e l'80% di 1RM. I tempi di recupero collegati a questi livelli di intensità trovano una durata di circa 60-90 secondi. Intervalli di questa durata vengono definiti incompleti a causa del fatto che impediscono il completo ripristino dei fosfati muscolari (ATP e fosfocreatina), evento necessario per fare in modo che la prestazione non cali significativamente durante un gruppo di serie in modo da favorire un migliore sviluppo della forza massima. Non essendo un metodo che intende migliorare particolarmente una prestazione, il tipico resistance training per l'ipertrofia a medie intensità è più volto a creare un elevato stress metabolico e un maggiore affaticamento, nel quale sono implicate molecole come l'acido lattico/lattato, il GH, e le catecolammine. I tempi di recupero incompleti, utilizzati anche nei protocolli di endurance muscolare, favoriscono maggiori concentrazioni dei livelli dell'ormone GH (ormone della crescita), che gli scienziati ipotizzano possa favorire maggiormente l'ipertrofia. Maggiori elevazioni del GH sono proporzionali alla durata del Time Under Tension (TUT), determinato da un maggior numero di ripetizioni per serie e/o dalla velocità di movimento delle ripetizioni. Questi effetti favorevoli sulla risposta anabolica del GH mediati dalla manipolazione dei tempi di recupero e del TUT sono legati alla produzione di lattato, prodotto metabolico che viene accumulato durante lo sforzo anaerobico lattacido (glicolisi anaerobica), la quale concentrazione si presenta appunto proporzionale all'aumento dei valori dell'ormone anabolico. Tuttavia, ad incidere sull'assetto ormonale anabolico non sono solo le pause e il TUT, ma anche l'intensità intesa come carichi utilizzati. Infatti gli ormoni anabolici sono sensibili anche all'intensità e quindi al carico, oltre ai vari parametri citati. Dunque il resistance training per l'ipertrofia muscolare si presenta a metà strada tra i protocolli di forza massima ed endurance muscolare per il fatto di dover rappresentare un compromesso in modo da poter permettere di eseguire ripetizioni sufficientemente basse da poter consentire di sollevare carichi adeguatamente pesanti (mediamente 75% 1-RM), e eseguire un numero sufficiente di ripetizioni per permettere al muscolo di sopportare un TUT abbastanza lungo (20-40 secondi) con carichi pesanti. Come già menzionato, l'ipertrofia non si ottiene però solo con questa metodologia tradizionale, ma anche con altre varianti di resistance training orientate allo sviluppo di forza massima e endurance muscolare. Alcune ricerche segnalano infatti che la massima crescita muscolare avviene con carichi tra l'80 e il 95% di 1RM, cioè il range tipicamente usato per il miglioramento della forza massimale, mentre altre segnalano che anche l'esercizio a bassa intensità (endurance muscolare locale) riesca comunque a produrre ipertrofia miofibrillare. Evidenze più recenti suggeriscono che in realtà non ci sia differenza nella stimolazione della sintesi proteica tra l'uso di alti carichi o bassissimi carichi.
Linee guida per l'ipertrofia muscolare:
- Intensità (% 1-RM): tra il 60-65% e l'80% 1-RM;[6]
- Ripetizioni massime (RM): tra 8 e 12-15 RM;[14]
- Tempo di recupero: da 60 a 90 s;[1][17]

### Allenamento per l'endurance muscolare
Il resistance training per l'endurance muscolare locale impone di spingersi oltre il massimo livello di fatica, il che porta all'aumento delle abilità del corpo di resistere allo sforzo per lunghi periodi (lunghi Time Under Tension, TUT), di sfruttare più efficientemente il lattato come fonte energetica, e anche di migliorare moderatamente la capacità aerobica. La resistenza muscolare si riferisce alla capacità del muscolo di resistere alla fatica (solitamente contro alti livelli di produzione di lattato), e come tale, in questo contesto la fatica rappresenta un fattore più importante della tensione o dell'intensità, come nel caso rispettivo dello sviluppo dell'ipertrofia o della forza massima. Questa capacità può essere diversamente definita come il numero massimo di ripetizioni che possono essere eseguite usando una specifica resistenza (o carico o intensità). Se l'obiettivo è l'endurance muscolare, vengono impiegati carichi e intensità inferiori rispetto all'allenamento per la forza. Normalmente vengono segnalate intensità pari al 50-60% 1-RM, circa da 20 a più ripetizioni massime, ma i guadagni di resistenza muscolare sono stati riportati anche con l'utilizzo di carichi inferiori, equivalenti al 30-40% 1-RM se le ripetizioni vengono portate alla massima fatica (cedimento). Ricerche confermano che un allenamento di endurance sia in grado di promuovere comunque una certa ipertrofia delle miofibrille e del sarcoplasma, nonché un aumento della densità mitocondriale. L'aumento della densità mitocondriale, un adattamento tipico dell'esercizio di endurance aerobica o dell'esercizio cardiovascolare, rappresenta un fattore interessante riguardo al resistance training, in quanto è stato appurato che i metodi tradizionali ad intensità maggiori ne causano invece un decremento. Nell'allenamento di endurance muscolare assume una particolare importanza il Time Under Tension, ovvero la durata della serie. Le sole ripetizioni infatti non possono rappresentare un parametro molto preciso sulla durata della serie, visto che a parità di ripetizioni una serie può trovare una durata molto varia in base alla velocità di movimento. Nell'endurance muscolare vengono indicati carichi compresi tra il 30 e il 60-65% 1-RM, cioè tra le 15 e le 30 o più ripetizioni massime. I tempi di recupero sono generalmente i più brevi tra tutte le modalità, variando da 10-20 a 60 secondi. La breve durata dei tempi di recupero promuove una maggiore durata dell'attività muscolare durante la sessione (maggiore densità), aiutando a prevenire l'affaticamento neuromuscolare. Alcune tecniche di bodybuilding permettono di lavorare contemporaneamente sia in un contesto ipertrofia che di endurance muscolare, sollevando cioè carichi a medie intensità tipici dei programmi ipertrofia, ma aumentando la durata della serie (TUT) più di quanto il carico specifico permetterebbe. Super set, Drop set, Rest-pause sono tra queste. Per quanto riguarda i benefici di questa metodica, è stato visto che il resistance training a bassa intensità (45-65% 1-RM) porta direttamente a migliorare la sensibilità insulinica, diversamente resistance training ad intensità medio-alta (60-85% 1-RM, tipico dell'ipertrofia) che tende più ad aumentare la capacità del muscolo di captare glucosio (tolleranza al glucosio). Il resistance training in modalità endurance porta anche ad un maggiore dispendio energetico totale rispetto a maggiori intensità.
Linee guida per l'endurance muscolare:
- Intensità (% 1-RM): tra il 30 e il 60-65% 1-RM;[6][13]
- Ripetizioni massime (RM): da 15 o più RM;[14]
- Tempo di recupero: da 10-20 a 60 sec;[1][17]

## Resistance training e infortuni
La letteratura documenta una vasta gamma di lesioni dovute all'allenamento con i pesi. Questi documenti includono un certo numero di lesioni poco comuni come l'emorragia subaracnoidea, rottura di diversi fasci muscolari come, grande pettorale, bicipiti, tricipiti, e quadricipiti, fratture dell'astragalo e Sindrome di Kienböck, tra gli altri. Esistono tuttavia delle zone più esposte al rischio infortuni in questo tipo di attività. La bassa schiena è tra tutti il principale sito di lesioni. Diversi documenti riconoscono nella spalla e nel ginocchio le seguenti zone più frequentemente esposte durante l'esercizio coi pesi. Almeno uno studio epidemiologico suggerisce un legame statisticamente significativo tra allenamento con i pesi e l'ernia del disco nella zona cervicale.
L'errata esecuzione è uno dei fattori scatenanti degli infortuni, in particolar modo per gli esercizi di spinta, dove è possibile superare distendere completamente l'arto andando in blocco articolare, rischiando rotture articolari, rischio che ha portato a diversi casi di lesione, in particolar modo alle ginocchia durante l'esecuzione della pressa per le gambe, con tanto di casi filmati, che riprendono sia neofiti che professionisti.

## Resistance training e dimagrimento
Nel senso comune il resistance training viene più raramente considerato come metodo per ridurre la percentuale di grasso corporeo. Eppure la ricerca scientifica ha da sempre ampiamente supportato tale strategia per promuovere la perdita di grasso e peso, confermandone l'efficacia tramite una vastissima mole di studi. Ciò ha portato ad esempio diverse organizzazioni sanitarie statunitensi ad introdurre tale metodo di allenamento in un programma per il mantenimento della buona salute. Il resistance training è una componente essenziale di qualsiasi programma di gestione del peso grazie al suo importante ruolo nel mantenere e/o aumentare la massa magra (muscolo), cosa che non viene permessa dall'attività aerobica. La massa muscolare contribuisce significativamente ad aumentare il metabolismo basale, che in altre parole si traduce in un aumento dell'energia spesa per poter mantenere tutte le funzioni corporee in stato riposo. Il pregio dell'esercizio coi pesi è quello di favorire un generale miglioramento della composizione corporea non solo agendo sull'aumento dello sviluppo muscolare, ma contemporaneamente riducendo la massa grassa.
Molti ricercatori hanno stabilito inoltre che l'esercizio anaerobico con i pesi ha un simile effetto sulla perdita di grasso se comparato con l'esercizio aerobico, con l'ulteriore vantaggio di conservare o aumentare la massa magra. Sembra che, indipendentemente dall'intensità dell'allenamento, in un periodo di circa 24 ore avvengano processi che promuovono l'ossidazione di lipidi, e ciò fa attribuire all'allenamento coi pesi un importante ruolo nella prevenzione dell'accumulo di grasso e obesità, ruolo non secondario rispetto all'attività aerobica.
Se comparato all'esercizio aerobico come la corsa o la pedalata, il Resistance training sembra avere un impatto inferiore sul dispendio calorico valutato strettamente durante lo sforzo fisico e sul bilancio energetico negativo. Ad esempio, un allenamento coi pesi intenso può consumare solo il 66% delle calorie rispetto ad un intenso esercizio aerobico durante lo stesso periodo di tempo. Ciò che però non viene considerato in questo contesto, è che la spesa energetica associata all'esercizio fisico include sia l'energia spesa durante lo stesso, sia quella spesa nel periodo successivo. Di conseguenza, la spesa calorica calcolata durante l'allenamento rappresenta solo una parte della spesa calorica indotta dall'allenamento. A detta dei ricercatori, l'impiego energetico dei grassi deve essere considerato nell'arco di tutta la giornata - non ora per ora - per avere una prospettiva significativa del suo impatto sulla composizione corporea.
In aggiunta, i tempi di recupero tra le serie previste nel resistance training non sono calcolate in questo esempio. Ciò che spesso non viene considerato, è che il tempo di recupero che trascorre tra le serie rientra nel consumo energetico in eccesso post-allenamento, un evento metabolico più comunemente riconosciuto come EPOC. Sebbene l'EPOC faccia riferimento soprattutto al periodo post-allenamento, nel particolare contesto del resistance training, esso può essere riconosciuto non solo successivamente al termine dell'attività fisica. Anche i periodi di recupero infatti possono essere calcolati all'interno del EPOC, poiché, contrariamente all'esercizio aerobico continuato (Steady State Training), in quello anaerobico intervallato vengono imposti dei momenti di sosta in cui vengono avviati i processi di recupero: "È da considerare come l'allenamento coi pesi sia simile all'interval training e alle sessioni interrotte, nel senso che ogni set avrà un suo EPOC durante il periodo di recupero tra gli esercizi. Ciò deve essere incluso nel calcoli per determinare la spesa energetica" (A. Paoli e M. Neri, 2010). Ciò che interessa in questi termini è il fatto che l'EPOC definisce una fase in cui il metabolismo e i processi ossidativi vengono massimizzati, e il dispendio calorico si sposta maggiormente sull'impiego di lipidi piuttosto che di glucidi. Ciò può significare che, anche se durante lo sforzo la spesa calorica è prevalentemente a carico dei glucidi, durante i tempi di recupero essa si sposta sui lipidi. Il miglioramento della composizione corporea tramite l'esercizio con sovraccarichi è influenzato dal coinvolgimento di grandi masse muscolari (esercizi multiarticolari, esercizi ad alta sinergia, muscoli grandi), ma anche dal maggiore volume di allenamento.
Nonostante il costo energetico relativamente più basso rispetto all'attività aerobica, il resistance training può influire sul dispendio energetico in maniera significativa, ma più in maniera indiretta che diretta. Gli effetti indiretti del resistance training sul dispendio calorico sono principalmente dovuti all'aumento del metabolismo basale nel post-allenamento. Il resistance training enfatizza la perdita di grasso in maniera specifica aumentando il dispendio lipidico post-esercizio, e contribuendo in maniera cronica alla perdita di peso e al miglioramento della composizione corporea.

### Aspetti metabolici su pesi e dimagrimento
(Hansen et al. 2005, Sports Med. 2005;35(5):363-73)
Il grasso è immagazzinato nel corpo sotto forma di trigliceridi. I trigliceridi sono costituiti da tre molecole di acidi grassi legate da una molecola di glicerolo. Per mobilizzazione del grasso si intende il processo iniziale di liberazione di grasso dai depositi (adipociti) del tessuto adiposo. Segue poi la lipolisi, processo che rappresenta la sequenza di reazioni che biologicamente scindono il trigliceride nelle sue componenti di base, ovvero tre acidi grassi e glicerolo, che vengono riversati nel sangue. Il metabolismo dei grassi descrive la completa degradazione o ossidazione biologica (che significa perdita di elettroni) degli acidi grassi in energia che possono essere utilizzati dalle cellule del corpo.
All'inizio dell'attività fisica la midollare del surrene (nei reni) secerne adrenalina e noradrenalina (catecolammine), che fanno parte del meccanismo di risposta automatica di "lotta o fuga" allo stress fisico (come quello provocato dall'esercizio fisico). L'adrenalina e la noradrenalina sono importanti ormoni stimolatori della lipasi ormone sensibile (HSL). Quando l'HSL è stimolata, agisce per degradare il trigliceride secondo le modalità definite in precedenza nel processo chiamato lipolisi. L'attività della HSL però viene inibita dall'ormone insulina (prodotto essenzialmente dall'ingestione di carboidrati). Pertanto, durante l'esercizio il tasso della lipolisi è in gran parte regolato dall'equilibrio tra l'effetto stimolante delle catecolammine (adrenalina e noradrenalina) e l'effetto inibitorio dell'insulina.
Le catecolamine sono tra le principali molecole responsabili della degradazione del grasso depositato, e la loro secrezione è altamente correlata con l'ampiezza e la durata dell'EPOC. Un altro importante ormone responsabile della mobilizzazione del grasso di deposito è la somatotropina (GH). Oltre ad avere un'azione diretta sullo stimolo della lipolisi, questa rende le cellule adipose (adipociti) più sensibili all'attività delle stesse catecolamine. Pertanto l'utilizzo di lipidi nel periodo post-allenamento (EPOC) è direttamente correlato anche alla secrezione di GH indotta dall'allenamento fisico.
L'attività fisica anaerobica per definizione attinge maggior energia dai carboidrati durante lo sforzo (glicogeno muscolare, carboidrati assunti con la dieta). L'attività aerobica invece sfrutta lipidi in quantità maggiore durante lo sforzo, soprattutto a bassa e media intensità, e con un moderato apporto di carboidrati, i quali compromettono e riducono i processi lipolitici, specie se assunti in prossimità delle fasi di allenamento. L'equivoco o la credenza sul fatto che solo l'attività aerobica sia utile per produrre il dimagrimento è probabilmente data proprio dal fatto che lo sforzo aerobico è mediamente più orientato sul dipendio lipidico. Tuttavia, anche l'allenamento aerobico può spostarsi su un utilizzo preferenziale, o comunque importante, di glucidi a scapito dei lipidi. È il caso dell'esecuzione ad intensità medio-alta o alta (>70% VO2max), oppure del consumo di glucidi prima o durante l'esercizio, oppure ancora durante un regime dietetico ad alto apporto di carboidrati. L'impiego energetico dei grassi in realtà deve essere considerato nell'arco di tutta la giornata - non ora per ora - per avere una prospettiva significativa del suo impatto sulla composizione corporea. Infatti l'impiego di grassi nel contesto dell'attività anaerobica con i pesi rimane comunque importante, perché esso incrementa durante gli intervalli e per un tempo più o meno protratto nel periodo successivo al termine dell'attività. Questo alto dispendio lipidico causato dall'attività anaerobica viene riconosciuto all'interno del EPOC, cioè il consumo di ossigeno in eccesso post-allenamento, il quale rappresenta in altri termini l'incremento del metabolismo basale e del dispendio energetico per diverse ore a seguito dell'allenamento fisico. Per tale motivo questo evento metabolico viene denominato anche Excess post-exercise energy expenditure (EPEE), cioè dipendio energetico in eccesso post-allenamento. Il dato interessante che rende l'attività anaerobica con i pesi efficace ai fini della perdita di grasso è proprio l'incremento significativo del EPOC, una fase in cui il metabolismo energetico si sposta su un utilizzo preferenziale di lipidi piuttosto che di glucidi. Più precisamente, maggiore è l'intensità dell'esercizio - anaerobico (% 1RM) o aerobico (% VO2max o % FCmax) - maggiore è il dispendio di carboidrati durante l'attività, ma maggiore è anche il dispendio di lipidi durante il recupero (correlato all'EPOC). L'incremento dell'impiego lipidico durante il recupero con alte intensità è legato, tra i vari fattori, alla secrezione di ormoni lipolitici come il GH e le catecolamine. La maggior parte della letteratura scientifica riconosce un EPOC più elevato da parte dell'attività di resistance training se comparato a quello stimolato dall'attività aerobica, e questo si tradurrebbe in un maggiore dispendio lipidico e per un tempo più lungo, ma in maniera indiretta.
Il dimagrimento tuttavia non è un processo che viene innescato solo dall'attività fisica. Anche il regime alimentare gioca un ruolo fondamentale nel suo raggiungimento. Anche il migliore degli allenamenti dimagranti può essere compromesso da un'alimentazione scadente. Come accennato, lo sforzo fisico produce alcuni ormoni che faviscono la mobilizzazione dei grassi di deposito come le catecolamine e il GH, ma la loro azione può essere inibita o compromessa dal loro ormone antagonista, l'insulina. L'insulina è prodotta dalle cellule β del pancreas, essenzialmente in risposta all'ingestione di carboidrati. Come si è dimostrato, l'ingestione di carboidrati è in grado di bloccare l'ossidazione di lipidi durante l'attività fisica, come in qualsiasi momento della giornata.

### Aumento del metabolismo basale
Il metabolismo basale (MB o RMR da Resting Metabolic Rate) rappresenta l'ammontare dell'energia spesa dal corpo in stato di riposo e conta per circa il 70% sul dispendio energetico giornaliero. L'incremento del RMR può avere un significativo impatto sul dispendio energetico totale e sul bilancio calorico negativo. Questo aumento del RMR è particolarmente importante se si prende in considerazione il fatto che esso viene depresso durante la restrizione calorica, come nei casi di dieta ipocalorica. È stato dimostrato che il solo regime dietetico può abbassare il metabolismo basale del 20% (che potrebbero essere approssimativamente circa 300 calorie consumate in meno al giorno). Il resistance training può incrementare significativamente il metabolismo basale tramite diversi interventi:
- aumentando la massa magra;
- aumentando il livelli di catecolammine e GH;
- mediante effetti acuti post-esercizio.

### Aumento della massa magra (FFM)
Il metabolismo basale è altamente correlato con i livelli di massa magra alipidica (FFM, da Fat-Free Mass), la quale rappresenta la massa corporea formata da muscoli, ossa, e tessuti organici eccetto i depositi adiposi. Poiché la massa muscolare scheletrica è l'unica parte della FFM che può essere significativamente alterata, i due termini vengono in genere usati come sinonimi. La massa magra è un importante predittore del metabolismo basale (RMR), e la massa muscolare da sola costituisce circa il 22%-25% del metabolismo basale. Di conseguenza, ogni guadagno o perdita di massa magra può potenzialmente alterare il metabolismo basale dell'individuo. Diverse ricerche hanno esaminato gli effetti dell'esercizio con sovraccarichi sulla massa magra e sulle alterazioni del metabolismo basale.
In uno studio trasversale, Ballor e Poehlman (1992) valutarono gli effetti del resistance training sul metabolismo basale confrontandoli ad un gruppo di sedentari. Il gruppo che si allenava coi pesi aveva guadagnato mediamente 2,6 kg di massa magra e un aumento di circa il 7% del metabolismo basale rispetto al gruppo di controllo. Campebell et al. (1994) esaminarono gli effetti di un programma di allenamento coi pesi di 12 settimane sul dispendio energetico su 12 soggetti non allenati. Al termine delle 12 settimane, la massa magra era aumentata di 1,4 kg e il metabolismo basale del 6,8%. Quando l'aumento del RMR veniva espresso sulla massa magra, i cambiamenti sul RMR non erano significativi, suggerendo che il metabolismo basale aumenta nei soggetti in base al loro guadagno di massa magra. Conclusioni simili vennero confermate da Ryan et al. (1995). I ricercatori valutarono l'effetto dell'esercizio con i pesi sulle variazioni della composizione corporea e del metabolismo basale su 15 donne post-menopausali, 7 delle quali obese e 8 non obese. Le 7 donne obese del gruppo che svolgevano il protocollo con i pesi in concomitanza con un programma per la perdita di peso ottennero una riduzione del grasso e del peso corporeo e un aumento della massa magra e del metabolismo basale.
Oltre ad aumentare il metabolismo basale tramite un guadagno di massa magra, il resistance training può favorire il mantenimento della stessa massa magra, e quindi il metabolismo basale più elevato, durante una perdita di peso indotta dalla dieta. Durante una dieta altamente ipocalorica avviene una notevole perdita di peso. Tuttavia, senza esercizio fisico, non viene perso solo grasso corporeo, ma anche la massa muscolare viene significativamente ridotta. Il risultato di una riduzione della massa magra a causa della dieta poco bilanciata è una riduzione del metabolismo basale. Durante un periodo di dieta ipocalorica, l'esercizio coi pesi aiuta a mantenere, se non aumentare, la massa magra. Questo concetto è supportato da diversi studi. Bryner et al. (1999) esaminarono gli effetti di una dieta fortemente ipocalorica (800 Kcal) sulle alterazioni della massa magra e del metabolismo basale eseguendo il resistance training o l'allenamento aerobico. Venti partecipanti vennero distribuiti all'interno di due gruppi, uno seguiva la dieta ipocalorica con l'esercizio coi pesi, e l'altro la stessa dieta con l'esercizio aerobico. Il gruppo aerobico perse molta massa magra, ma il gruppo che si allenava coi pesi riuscì a mantenere la massa magra durante tutte le 12 settimane. Di conseguenza il metabolismo basale si ridusse nel gruppo aerobico, mentre aumentò in quello coi pesi.
Donnelly et al. (1993) condussero uno studio per esaminare se l'aumento dell'ipertrofia o delle dimensioni muscolari potessero verificarsi durante una dieta altamente ipocalorica (803,1 Kcal al giorno) tramite l'esercizio coi pesi. Quattordici donne obese vennero distribuite in maniera casuale all'interno di due gruppi, uno seguiva la sola dieta, e l'altro seguiva in aggiunta anche il programma coi pesi. Le donne di entrambi i gruppi persero una significativa quantità di grasso, tuttavia il gruppo che seguiva il programma di allenamento dimostrò anche un aumento dell'ipertrofia muscolare dopo le 12 settimane, mentre non vennero osservati cambiamenti nel gruppo solo a dieta. Lo studio suggerì che anche durante una severa restrizione calorica l'ipertrofia muscolare non viene alterata in un programma di allenamento con sovraccarichi. Il mantenimento o l'incremento della massa magra risulta di conseguenza nel mantenimento o nell'incremento del metabolismo basale. In base alle evidenze scientifiche, si può concludere che il resistance training può mantenere e aumentare il metabolismo basale negli individui a dieta tramite un aumento della massa magra.

### Aumento dei livelli di catecolammine
Le catecolammine sono molecole prodotte in situazioni di stress o durante l'esercizio fisico. Esse sono rappresentante soprattutto dall'oromone adrenalina (o epinefrina) e dal neurotrasmettitore noradrenalina (o norepinefrina), e sono largamente riconosciute come tra le principali molecole responsabili della mobilizzazione del grasso depositato. Le catecolammine sono coinvolte nel catabolismo e nell'impiego dei lipidi e dei carboidrati, influendo su un aumento del metabolismo basale. Le catecolammine sono prodotte sia in risposta all'esercizio cardiovascolare che all'esercizio coi pesi, e in entrambi i casi sono proporzionali all'intensità o all'entità dello sforzo. Il resistance training è in grado di aumentare significativamente i livelli di adrenalina, noradrenalina, e dopamina (le tre principali catecolammine). I livelli di catecolammine rimangono elevati anche dopo la prestazione, e si ipotizza che questo possa influire sull'aumento del metabolismo basale post-esercizio (EPOC).

### Aumento dei livelli di GH
Un altro importante ormone responsabile della mobilizzazione del grasso di deposito è la somatotropina (ormone della crescita o GH). Oltre ad avere un'azione diretta sullo stimolo della lipolisi, questa molecola rende le cellule adipose (adipociti) più sensibili all'attività delle stesse catecolammine. Pertanto l'utilizzo di lipidi nel periodo post-allenamento (EPOC) è direttamente correlato anche alla secrezione di GH indotta dall'allenamento fisico. GH e catecolammine avrebbero dunque un effetto sinergico sull'impiego di grassi nel post-esercizio. L'ormone della crescita pare essere particolarmente influenzato dalla componente anaerobica dell'esercizio o dall'impiego di glucidi (proporzionale all'intensità dello sforzo). Ad esempio è stato visto che anche nelle modalità di esercizio cardiovascolare, l'alta intensità (che coincide con lo sforzo anaerobico) influisce in positivo su una maggiore elevazione di GH rispetto alle modalità ad intensità inferiori (cioè lo sforzo aerobico).

### Metabolismo basale post-esercizio e EPOC
Durante il recupero dall'esercizio, il metabolismo basale (RMR) rimane più elevato rispetto ai valori basali, un fenomeno riconosciuto come EPOC, cioè consumo di ossigeno in eccesso post-allenamento. L'EPOC può contribuire significativamente ad aumentare il dispendio energetico. Tuttavia, è stato suggerito che per fare in modo che l'EPOC contribuisca ad aumentare rilevantemente il dispendio energetico dopo il resistance training, l'esercizio deve essere duro, ad alto volume (cioè un alto numero di serie) e a moderata-alta intensità. I risultati di diversi studi suggeriscono questa ipotesi. Melby et al. (1993) condussero uno studio per esaminare gli effetti acuti del resistance training sul dispendio energetico post-esercizio e il metabolismo basale. Sette uomini completarono 90 minuti di resistance training; il metabolismo basale venne misurato per 2 ore post-esercizio e nuovamente la mattina successiva (circa 15 ore dopo). L'RMR rimase elevato per 2 ore post-esercizio e dopo 15 ore risultava ancora elevato (+9,4%). Risultati simili sono stati riscontrati su soggetti donne eseguendo un protocollo analogo. L'RMR rimase elevato per 3 ore post-esercizio e rimase elevato la mattina successiva.
Questa consistente mole di studi dimostra il potenziale del resistance training nel contributo all'aumento del dispendio energetico. Ciò nonostante, le modalità testate negli studi erano particolarmente duri e ad alto volume, quindi eseguire un resistance training con la finalità dimagrante potrebbe rivelarsi poco adatto ad un principiante o a un decondizionato. Ad ogni modo viene dimostrato che il resistance training sia in grado di aumentare significativamente il metabolismo basale mediante, l'aumento della massa magra, l'aumento dei livelli di catecolammine, e un aumento del EPOC. Aumentando l'RMR, il resistance training può contribuire ad enfatizzare il dispendio energetico quotidiano, contribuire a creare un deficit energetico, e infine enfatizzare la perdita di grasso.

### Aumento della spesa lipidica
L'ossidazione di grassi è in termini semplici la mobilizzazione del grasso depositato ai fini energetici. Il resistance training può aumentare l'ossidazione di lipidi sia in maniera acuta che cronica. Il meccanismo mediante il quale incrementa l'ossidazione di grassi acuta si crede possa essere l'incremento dell'uso di carboidrati per ricostituire le riserve di glicogeno muscolare. Il glicogeno è la forma di glucosio depositata che fornisce energia ai muscoli durante l'esercizio. Poiché i carboidrati vengono stoccati nei depositi ad un tasso maggiore nel post-allenamento rispetto al pre-allenamento, il corpo deve utilizzare il grasso come combustibile principale. L'aumento dell'ossidazione di grassi può anche essere attribuita all'aumento dei livelli di catecolammine, che determinano un aumento del tasso di lipolisi, e quindi dell'ossidazione di grasso. Poche ricerche hanno esaminato la correlazione tra resistance training e ossidazione di grasso. Osterberg e Melby (2000) misurarono gli effetti del resistance training sul metabolismo basale e l'ossidazione di grasso. Questi autori scoprirono un aumento del 62% dell'ossidazione di grasso durante le 16 ore post-esercizio. Treuth et al. (1995) confermarono questi risultati su donne anziane. Dopo 16 settimane di resistance training, l'ossidazione lipidica basale incrementò del 63%, e l'ossidazione di grassi in 24 ore era aumentata di ben il 93%. Inoltre, il protocollo usato da Treuth era abbastanza più moderato rispetto a quello di Osterberg e Melby. I risultati di questi studi suggeriscono che il resistance training può avere un importante ruolo nell'incremento dell'ossidazione di grassi, e di conseguenza enfatizzare la perdita di grasso corporeo.
Infine, un importante studio recente (Ormsbee et al., 2007) ha investigato nello specifico sugli effetti del resistance training sulla lipolisi nel tessuto adiposo e il conseguente impiego di substrati, per meglio comprendere come il resistance training possa contribuire al miglioramento della composizione corporea. La lipolisi e il flusso ematico nel tessuto adiposo sottocutaneo addominale sono stati misurati prima, durante, e per 5 ore dopo il resistance training così come in un giorno di non allenamento (giorno di controllo) in otto giovani maschi attivi, dall'età media di 24 anni. Il resistance training era svolto per 3 volte a settimana per almeno 2 anni. L'ossidazione dei grassi è stata misurata immediatamente prima e dopo l'allenamento tramite calorimetria indiretta per 45 min. I dati della microdialisi hanno indicato che il tasso della lipolisi era più alto del 78% durante e del 75% dopo l'esercizio rispetto allo stesso periodo nel giorno di controllo. I dati della calorimetria indiretta hanno mostrato che l'ossidazione dei grassi era del 105% più elevata nei primi 45 minuti dopo l'esercizio rispetto al giorno di controllo. In questo modo il grasso è sicuramente utilizzato come combustibile al di sopra valori basali (assieme ai carboidrati) durante e dopo il resistance training. Pertanto, il meccanismo indotto dal resistance training contribuisce a migliorare la composizione corporea in parte grazie alla maggiore lipolisi addominale nel tessuto adiposo sottocutaneo e ad una migliore ossidazione generale del grasso corporeo e del dispendio energetico. La lipolisi durante e dopo l'esercizio si ipotizza sia dovuta ai maggiori livelli di adrenalina e noradrenalina. Inoltre, ricerche precedenti mostrano che il GH (un potente attivatore della lipolisi) ha dimostrato valori elevati dopo l'esercizio, e quindi contribuisce notevolmente a questa ossidazione di lipidi post-esercizio.

### Conclusioni
I benefici dati dall'esercizio fisico in termini di perdita di grasso sono stati stabiliti da molti anni. Tradizionalmente viene prescritta l'attività aerobica o cardiovascolare in quanto capace di incidere sul bilancio energetico negativo (o deficit calorico), e perché in grado di enfatizzare la spesa lipidica strettamente durante l'esercizio. Tuttavia, durante un programma per la perdita di peso durante il quale viene seguita una dieta ipocalorica, viene certamente ridotto il grasso corporeo (dimagrimento), ma viene persa anche la massa magra (deperimento), in base alla riduzione dell'introito calorico e/o alla durata degli allenamenti. Molti studi indicano inoltre che la sola attività aerobica riesca a ridurre la massa magra. La perdita di massa muscolare risulta in un decremento del metabolismo basale, evento che viene controindicato per favorire la perdita di grasso o per il mantenimento del peso dopo la perdita di grasso. Quindi mantenere la massa muscolare durante e dopo la perdita di peso (più precisamente della componente grassa), viene ritenuta un'importante strategia da applicare ad ogni programma per la perdita di peso. Il resistance training o allenamento con sovraccarichi ha un impatto indiretto sulla perdita di grasso mediante un aumento del metabolismo basale e l'enfatizzazione dell'ossidazione di grassi. Mantenere o aumentare la massa muscolare, aumentare i livelli di catecolammine e di GH, e aumentare l'impiego energetico a carico dei lipidi, sono tutti fattori in grado di giocare un importante ruolo nell'abilità del resistance training di promuovere la riduzione della massa grassa. Poiché il resistance training agisce mantenendo o aumentando la massa magra, anche durante una severa restrizione calorica (dieta ipocalorica), il metabolismo basale rimane elevato o viene mantenuto più elevato durante il processo di riduzione del grasso corporeo. In aggiunta all'aumento del metabolismo basale, il tasso di ossidazione di grassi viene influenzato sia in maniera acuta che cronica.

## Resistance training e flessibilità
Un altro beneficio potenziale indotto dall'esercizio con sovraccarichi è l'aumento della mobilità articolare, spesso ritenuta possibile solo con la pratica dello stretching. In realtà già negli anni cinquanta e sessanta, alcune evidenze scientifiche segnalarono chiaramente come l'esercizio con i pesi, se praticato con movimenti ad ampio range di movimento (ROM), potesse aiutare a migliorare la flessibilità delle persone. Questa realtà è rimasta piuttosto ignorata per decenni, ma la ricerca recente ha iniziato a documentare più approfonditamente il potenziale degli esercizi con i pesi praticati lungo ROM completo per migliorare la flessibilità in maniera paragonabile e in carti casi superiore al classico stretching statico (Morton et al., 2010; Kato et al., 2013). Altre analisi hanno documentato che anche le ripetizioni eccentriche abbiano la capacità di migliorare la flessibilità delle articolazioni coinvolte (O'Sullivan et al., 2012).
Lo studio di Morton (2010), della durata di 5 settimane, coinvolse 25 studenti suddivisi in 3 gruppi: 12 di questi fecero da controllo (nessun attività); un terzo praticava solo lo stretching statico sui muscoli e i legamenti del ginocchio, delle anche e delle spalle; mentre la parte restante praticava l'esercizio con sovraccarichi nelle stesse aree del gruppo stretching. Misurando la mobilità delle articolazioni esamintate prima e dopo il termine dello studio, è emerso che gli esercizi di stretching per le anche non ebbero alcun effetto sull'aumento della mobilità. Al contrario, il gruppo che si allenava con i pesi aumentò la mobilità dell'anca. In relazione alla mobilità dei muscoli ischio-crurali, entrambi i metodi favorirono un miglioramento della mobilità analogo. Mentre alcuno dei due ebbe effetto sull'aumento della mobilità della spalla. "I nostri risultati suggeriscono che l'esercizio con i pesi nel range completo è in grado di migliorare la flessibilità, in maniera paragonabile, o forse superiore, ai tipici regimi di stretching statico. Esiste una vecchia credenza sul fatto che se si pratica l'esercizio con i pesi, è anche necessario allungare quei i muscoli. Si tratta della persistenza del mito che vede la perdita della flessibilità dei muscoli quando aumentano di dimensioni. [...] L'allenamento con i pesi in alcuni casi ha prodotto maggiori miglioramenti nella flessibilità, ma anche un miglioramento della forza. Lo studio preliminare era piccolo e i risultati devono essere replicati in un numero maggiore di persone. Ma se reggono la replica, la gente davvero non ha bisogno di preoccuparsi di fare gli esercizi di stretching ogni volta che pratica l'esercizio con i pesi" (James R. Whitehead, uno degli autori dello studio).
Anche l'allenamento con sovraccarichi eccentrico ha dimostrato di essere un valido metodo per aumentare la flessibilità. O'Sullivan et al. (2012) hanno suggerito la possibilità che le ripetizioni eccentriche possano essere più efficaci dello stretching statico per il miglioramento della flessibilità. Questo perché ad oggi esistono evidenze limitate in grado di confermare l'efficacia dello stretching come pratica per la prevenzione di infortuni o ridurre il rischio che si ripresentino. Al contrario, è stato proposto che l'allenamento eccentrico possa migliorare la forza e ridurre il rischio infortuni, nel contempo facilitando l'aumento della flessibilità tramite la sarcomerogenesi, ovvero la crescita dei sarcomeri. Queste analisi hanno rilevato che le ripetizioni eccentriche possono aumentare la mobilità dell'anca in media del 22%. Il range di movimento (ROM) di tutte le articolazioni misurate è stato rilevato aumentato di almeno 13 gradi. Il motivo di questa efficacia sarebbe dovuto al fatto che il movimento eccentrico è in grado di provocare la crescita delle fibre muscolari, aumentando i sarcomeri in parallelo all'interno di un muscolo, ovvero il muscolo si allunga favorendo una maggiore flessibilità.

## Altri benefici
L'esercizio coi pesi è stato sempre più promosso per i suoi numerosi vantaggi legati alla salute, tra cui un più basso rischio di tutte le cause di mortalità, una riduzione dei rischi cardiovascolari (ad esempio, infarto, ictus), il già citato miglioramento della composizione corporea, un miglioramento dello stato metabolico, del metabolismo del glucosio e della sensibilità all'insulina, una riduzione della pressione sanguigna in persone con pre-ipertensione e ipertensione (ACSM 2000, Garber et al., 2011; Westcott WL. 2012). Molti ricercatori concludono che l'allenamento coi pesi rappresenti un intervento indicato per la prevenzione e/o la gestione di molte patologie come l'osteoporosi, l'artrosi, la sindrome metabolica e il diabete mellito di tipo 2.

### Adattamenti della frequenza cardiaca
La frequenza cardiaca viene accelerata immediatamente dopo un allenamento e viene influenzata dal carico, dal numero di ripetizioni, e dalla massa muscolare coinvolta nella contrazione. È interessante notare, in termini di adattamenti cronici, sembra che il resistance training porti ad una riduzione della frequenza cardiaca, il che viene considerato un beneficio. Gli adattamenti a lungo termine osservati nella ricerca, segnalano risultati che vanno da nessun cambiamento fino ad un calo dell'11% della frequenza cardiaca, e questa variazione può essere spiegata dalle differenze di intensità, di volume, e di tempo di recupero tra le serie, il coinvolgimento di masse muscolari piccole o grandi, la durata degli studi e il grado di allenamento e di benessere dei soggetti.

### Adattamenti della pressione sanguigna
La pressione alta è connessa con patologie come l'ipertensione, che aumenta il rischio di insufficienza cardiaca, insufficienza renale, ictus e infarto del miocardio. Durante una sessione di allenamento coi pesi, la pressione sanguigna sistolica e diastolica possono mostrare aumenti drammatici, suggerendo che occorre cautela nella prescrizione di questo tipo di esercizio in persone con malattie cardiovascolari, o fattori di rischio connessi. L'entità dell'aumento della pressione arteriosa dipende dal tempo di durata della contrazione, l'intensità della contrazione, e la quantità di massa muscolare coinvolta nella contrazione. Forme più dinamiche di resistance training, come il circuit training, che prevedono carichi moderati e ripetizioni alte con pause brevi, sono associati ad una riduzione della pressione arteriosa. Gli studi hanno mostrato diminuzioni della pressione arteriosa diastolica, nessun cambiamento della pressione arteriosa, e una diminuzione della pressione arteriosa sistolica. Gli effetti del resistance training sulla pressione sanguigna sono vari, soprattutto a causa delle differenze di impostazione dei protocolli durante i vari studi, il che suggerisce che sono necessarie ulteriori ricerche per comprendere chiaramente il ruolo di questa tipologia di allenamento nella gestione della pressione arteriosa.

### Modifica delle dimensioni cardiache
Studi su atleti allenamenti hanno dimostrato che il resistance training provoca un aumento dello spessore della parete ventricolare sinistra, un netto aumento della massa che compone la parete ventricolare sinistra, e un aumento dello spessore del setto cardiaco (la parete che separa i ventricoli sinistro e destro), al contrario dell'aumento di volume della camera ventricolare sinistra notata nei soggetti allenati sull'esercizio aerobico.

### Metabolismo del glucosio e sensibilità insulinica
Un importante fattore di rischio per le malattie cardiovascolari e per il diabete è la tolleranza al glucosio. Alti livelli della glicemia e dell'insulinemia possono avere un effetto deleterio anche sull'ipertensione e sui livelli ematici di lipidi. Inizialmente, il miglioramento del metabolismo del glucosio venne associato ad una diminuzione della percentuale di grasso corporeo e all'aumento della capacità aerobica, portando a credere che l'esercizio aerobico fosse il migliore catalizzatore per migliorare il metabolismo del glucosio. Tuttavia, è stato in seguito ampiamente dimostrato che anche l'esercizio coi pesi porti a significativi miglioramenti del metabolismo del glucosio e della sensibilità all'insulina, indipendentemente dalle alterazioni della capacità aerobica o della percentuale di grasso corporeo. È interessante notare che alcune ricerche hanno concluso che l'allenamento coi pesi e l'allenamento aerobico migliorano la tolleranza al glucosio e riducono la risposta insulinica all'ingestione di glucosio in maniera analoga. Inoltre, è stato dimostrato che i culturisti, che tradizionalmente eseguono allenamenti ad alto volume di allenamento, subiscono un miglioramento della tolleranza al glucosio e della sensibilità all'insulina. Secondo alcuni ricercatori, l'attenuata risposta dell'insulina al glucosio e la maggiore tolleranza glucidica è in parte dovuta all'aumento della massa magra (in particolare della massa muscolare), anche se il miglioramento della sensibilità insulinica è stato riscontrato indipendentemente dalle variazioni della composizione corporea. In seguito gli effetti di diverse forme di resistance training sono stati delineati. È stato visto che il resistance training ad intensità medio-alta (60-85% 1-RM) aumenta la capacità del muscolo di captare glucosio, mentre il resistance training a bassa intensità (45-65% 1-RM) porta direttamente a migliorare la sensibilità insulinica. Entrambe le strategie sono state suggerite per gli individui a rischio di diabete di tipo 2.

### Profilo lipidico
La ricerca epidemiologica ha ampiamente dimostrato che basse concentrazioni di colesterolo totale e di lipoproteine a bassa densità (LDL), e alti livelli di lipoproteine ad alta densità (HDL) sono associati ad una diminuzione delle malattie coronariche. Minori concentrazioni di trigliceridi nel sangue e livelli di LDL, oltre ad alti livelli di HDL, sono stati osservati negli atleti allenati coi pesi. Molti ricercatori hanno riportato cambiamenti favorevoli nel profilo dei lipidi e delle lipoproteine nel sangue a seguito di un allenamento con i pesi. Il miglioramento del profilo lipidico è stato spesso riconosciuto paragonabile rispetto all'attività aerobica.

### Tessuto osseo
In risposta al sovraccarico osseo creato dall'attività muscolare, l'osso inizia un processo di modellazione che comporta la produzione di molecole proteiche che si depositano negli spazi tra le cellule ossee. Questo porta alla creazione di una matrice ossea che alla fine diventa mineralizzata come cristalli di fosfato di calcio, imponendo all'osso di acquisire una struttura rigida. Questa formazione di nuovo tessuto ossoeo si verifica principalmente sulla superficie esterna dell'osso, o periostio.
Tra le attività che stimolano la crescita ossea è necessario includere il sovraccarico progressivo, la variazione del carico, e la specificità di carico. La specificità del carico si riferisce agli esercizi che impongono un carico su una specifica regione dello scheletro. Nell'osteoporosi, i siti di fratture che sono più devastanti sono situate nello scheletro assiale (colonna vertebrale e dell'anca). I ricercatori raccomandano che i carichi più intenso sulla colonna vertebrale e sull'anca devono essere sollevati durante la prima età adulta, quando il corpo è maggiormente in grado di assumere un carico maggiore e sviluppare il suo picco di massa ossea. Il sovraccarico progressivo è necessario cosicché non venga richiesto all'osso e al relativo tessuto connettivo di superare il livello critico che li esporrebbe a maggior rischio. I programmi per aumentare la crescita ossea dovrebbero essere di natura strutturale, comprendendo esercizio, come squat e affondi che dirigono le forze attraverso lo scheletro assiale e consentono di sollevare maggiori carichi. L'intensità necessaria a produrre uno stimolo efficace per il rimodellamento osseo sembra essere compresa tra un massimo di One-repetition maximum (1-RM o 100% 1-RM) a un minimo di 10-RM. Sebbene le serie multiple (più di una serie per esercizio) siano raccomandate per favorire lo stimolo alla modellazione ossea, l'intensità dell'esercizio, la deformazione meccanica sul tessuto osseo, e la specificità dell'esercizio sul carico osseo sono considerati fattori più importanti.

### Apprendimento
L'apprendimento si riferisce alla capacità di elaborazione del cervello nell'ottenere la conoscenza attraverso il pensiero, l'esperienza e i sensi. La ricerca sull'apprendimento ha tentato di determinare il modo in cui vengono trasformati gli eventi e le esperienze in memoria depositata che può essere recuperata e utilizzata per eseguire le attività mentali e fisiche. Altamente associata alla conoscenza è la cosiddetta "funzione esecutiva". Il termine funzione esecutiva fa riferimento al comando e controllo delle abilità di apprendimento. Questo centro di controllo del cervello è quello che gestisce tutte le attività nella vita di una persona, come scrivere un articolo, fare un progetto di ricerca, o organizzare un viaggio.
Una grande mole di ricerche sull'esercizio e l'apprendimento è stata condotta sugli anziani, in quanto si è ritenuto che questa categoria possa ottenere potenziali benefici dall'allenamento. Alcuni ricercatori hanno notato che sette studi controllati mostrano che il resistance training ha dimostrato di migliorare diversi aspetti dell'apprendimento in adulti sani di età avanzata. Uno degli effetti più profondi del resistance training è il notevole miglioramento della memoria e delle attività correlate. Inoltre, sembra che la migliore abilità esecutiva sia uno dei principali vantaggi del resistance training al pari dell'allenamento cardiovascolare.

### Salute mentale
Viene osservato che il resistance training sia in grado di creare una complessa rete di adattamenti neurofisiologici che, direttamente o indirettamente, influenzano i processi mentali. Per esempio, molti dei benefici dati dal resistance training citati possono avere un effetto diretto e indiretto sulla salute mentale e il benessere di una persona. Inoltre, il resistance training può migliorare il funzionamento del sistema nervoso centrale, il che potrebbe influire positivamente sulla salute mentale di una persona. Alcuni ricercatori sostengono che il miglioramento dell'apprendimento favorito dall'esercizio è probabilmente uno dei molteplici adattamenti che coinvolgono una nuova generazione di cellule nervose nel cervello, un incremento di neurotrasmettitori (sostanze chimiche che trasmettono gli impulsi nervosi attraverso una sinapsi), e nuovi vasi sanguigni cerebrali per una maggiore e migliore ossigenazione ed un più efficace smaltimento dei prodotti di scarto.

### Sonno
Viene osservato che spendiamo il 30% della nostra vita dormendo, e che la mancanza di sonno è un fattore problematico per la salute fisica e mentale. La privazione del sonno costante (meno di 6 ore a notte) è associata a deterioramento cognitivo, alla malattia mentale, all'ipertensione, all'obesità, alle malattie cardiovascolari, l'ictus, la sonnolenza diurna, incidenti d'auto e una diminuzione della qualità della vita. La ricerca indica che le persone fisicamente attive hanno solitamente un sonno sano e un minor rischio di apnea del sonno. Inoltre, la ricerca mostra che le persone depresse con disturbi del sonno mostrano un miglioramento del 30% nel sonno con un regolare allenamento coi pesi. Questi risultati sembrano diventare più efficaci dopo 8-10 settimane di resistance training costante.

### Depressione
Evidenze scientifiche evidenziano che sui 18 studi che hanno esaminato l'effetto del resistance training su persone con sintomi di depressione sono stati ottenuti risultati contrastanti. Diversi studi ne dimostrano un effetto significativamente positivo, mentre altri hanno registrato pochi cambiamenti sul miglioramento dello stato di depressione. Forse sono necessarie ulteriori indagini per determinare se vi è una frequenza di allenamento per le persone che soffrono di questi sintomi. Quattro studi hanno esaminato l'effetto del resistance training con diagnosi clinica su adulti depressi. I risultati sono stati unanimi; si sono evidenziate partecipando ad un allenamento di questo tipo.

### Stanchezza cronica
Viene evidenziato che circa il 25% della popolazione americana mostra sintomi di fatica cronica. Inoltre, la presenza di fatica cronica è elevata tra le persone con malattie croniche, specialmente quelle con disturbi psicologici. La fatica è un motivo comune per cui alcune persone consultano frequentemente il loro medico, ed una scusa che usano alcune persone per non praticare attività fisica. Sorprendentemente, il 94% dei 70 studi sull'esercizio e la fatica mostrano che l'esercizio fisico è clinicamente utile e ancor più vantaggioso rispetto agli interventi per il recupero dalla tossicodipendenza o trattamenti cognitivo-comportamentali. Infatti, un solo allenamento di resistance training comporta i maggiori miglioramenti sulla stanchezza cronica.

### Ansia
L'ansia prolungata viene generalmente associata a disturbi del sonno, angoscia mentale, dolore fisico, cattive condizioni di salute e limitazioni per l'attività fisica. Da sette studi di analisi sul rapporto tra resistance training e ansia, i ricercatori hanno concluso che questa attività rappresenta una modalità di intervento significativa per le persone che soffrono di ansia. È interessante notare che due dei sette studi hanno confrontato gli effetti di un resistance training ad alta intensità (80% 1-RM) con uno a moderata intensità (50-60% 1-RM), riscontrando che l'intensità inferiore era più efficace nel ridurre l'ansia.

### Autostima
L'autostima è l'opinione che una persona ha di sé stessa. Un'alta autostima è fortemente associata al benessere fisico e mentale. Il resistance training ha dimostrato di migliorare l'autostima in adulti sani (giovani e meno giovani), in popolazioni con il cancro, o la depressione in persone che seguono una riabilitazione cardiaca.

### Dipendenza dal fumo
Secondo evidenze scientifiche recenti, il resistance training può aiutare a smettere di fumare. Nello studio di Ciccolo et al. (2011), un gruppo di 25 fumatori (52% donne e 48% uomini, età media 36 anni) vennero suddivisi in due gruppi, un gruppo di controllo che non si allenava usando cerotti alla nicotina, e uno sottoposto ad un programma con i pesi, entrambi per un periodo di 12 settimane. Secondo i risultati della ricerca, gli uomini e le donne che avevano partecipato all'esercizio coi pesi, hanno avuto il doppio delle probabilità di riuscire a smettere di fumare sul lungo termine rispetto ai soggetti che facevano uso di soli cerotti alla nicotina.

## Parametri nelResistance training
- Intensità
- Volume
- Densità
- Frequenza
- Time Under Tension
- Speed of movement
- Tempo di recupero
- One-repetition maximum
- Cedimento muscolare
- Periodizzazione

## Attività legate alResistance training
- Powerlifting
- Weightlifting
- Bodybuilding
- Fitness
- Potenziamento fisico
- Dimagrimento
- Riabilitazione
- Riatletizzazione
- Benessere generale
- Prevenzione o cura di patologie